# St. Peter und Paul (Bad Hönningen)

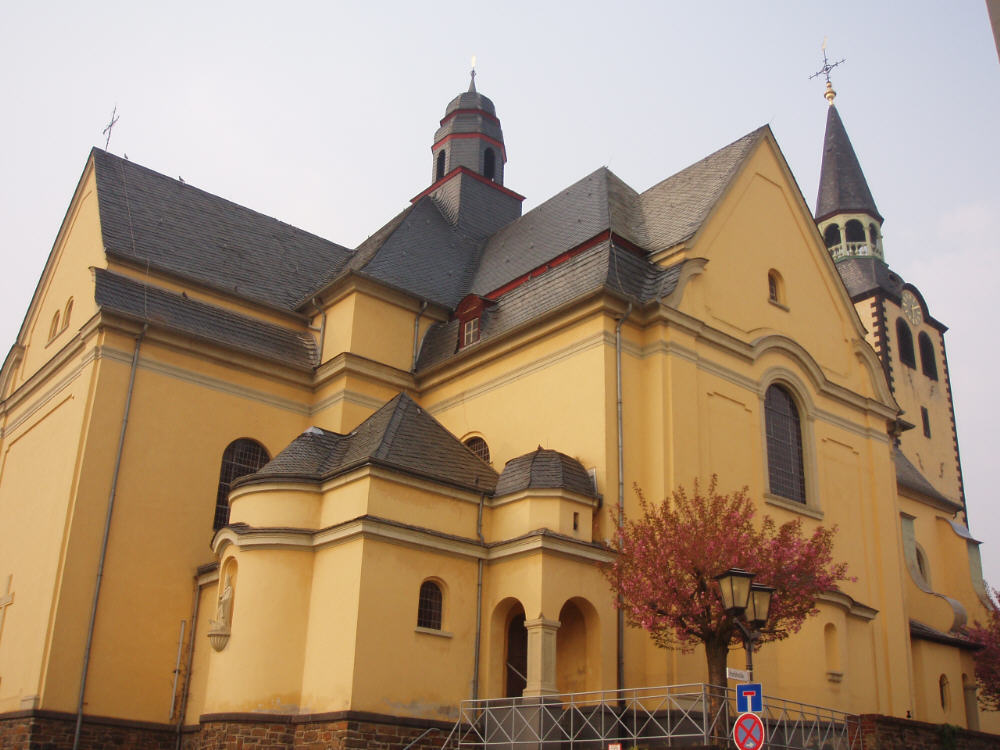
St. Peter und Paul

St. Peter und Paul ist eine barocke römisch-katholische Pfarrkirche mit neobarocken Erweiterungen in der Stadt Bad Hönningen im Landkreis Neuwied in Rheinland-Pfalz. Sie gehört zum Pastoralen Raum Neuwied und zur Diözese Trier.

## Geschichte und Ausstattung der Vorgängerkirchen

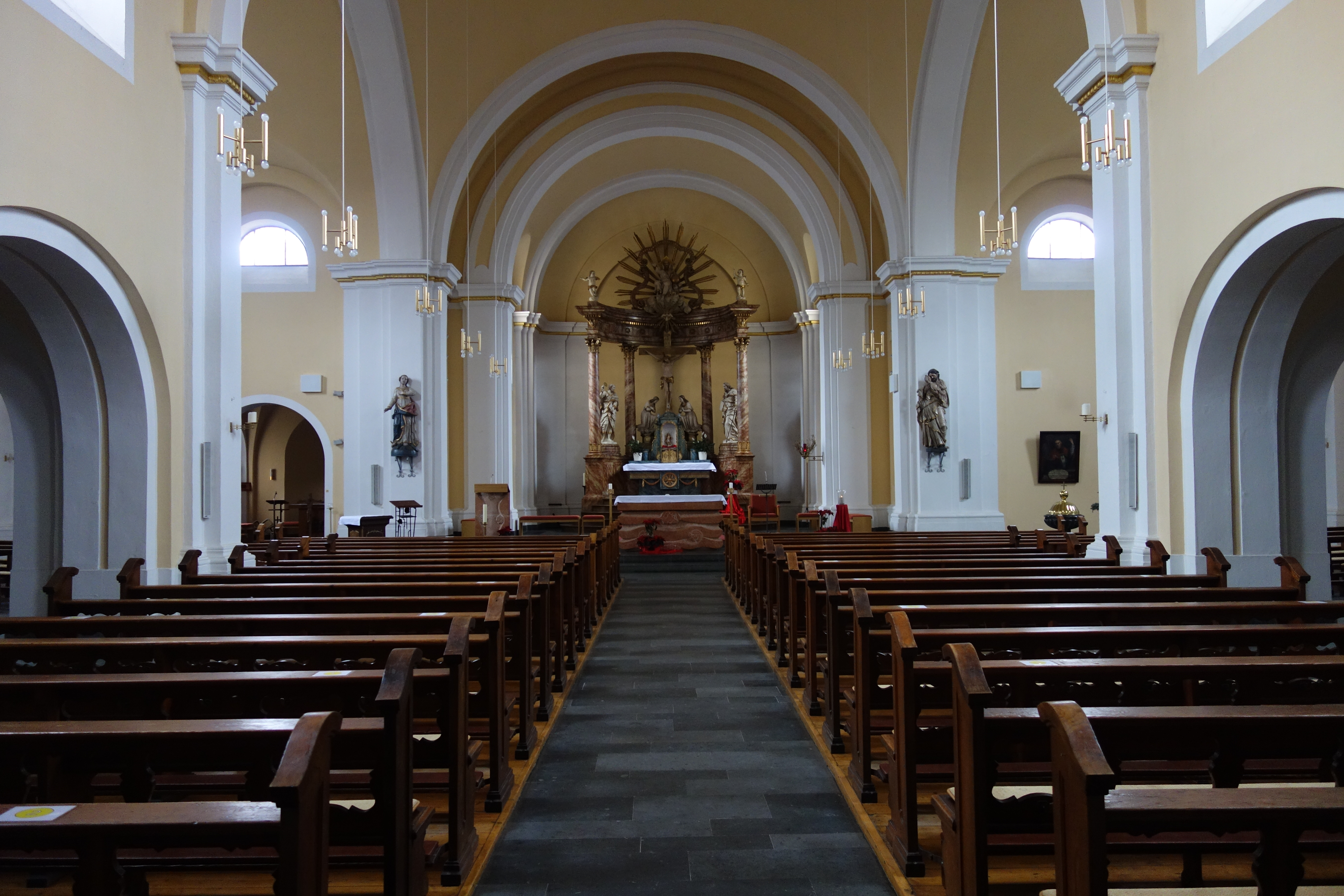
Innenraum

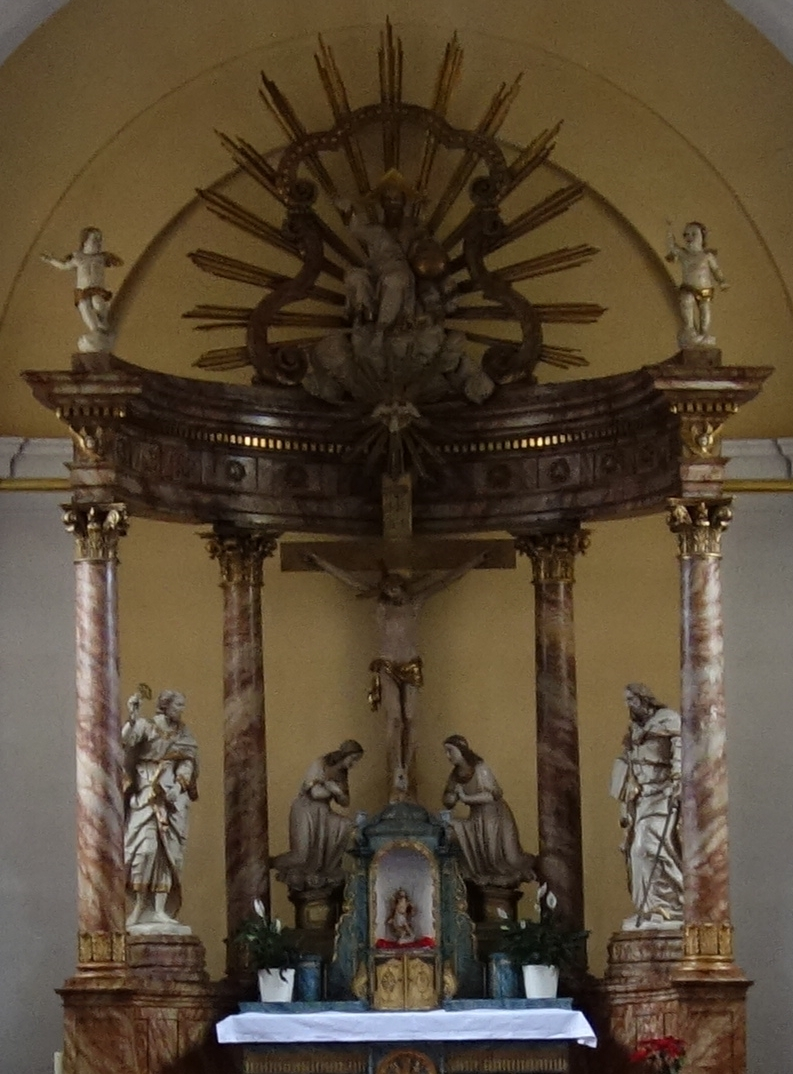
Hochaltar

Die erste Vorgängerkirche des heutigen Gotteshauses hatte nach einer erhaltenen Grundrisszeichnung aus dem Jahre 1715 eine Grundfläche von etwa 20 m mal 12 m. Der Kircheninnenraum war eine dreischiffige Halle, deren Mittelschiff durch je vier auf Pfeilern ruhenden Arkadenbögen von den Seitenschiffen getrennt war. Die beiden Seitenschiffe der in Ost-West-Richtung stehenden Kirche waren bis auf die Ostflucht des Turmes vorgezogen, so dass der Turm praktisch in der Kirche stand. Auf dem Friedhof rund um die Kirche wurden bis 1830 die Toten der Pfarrei bestattet.
Die erste Kirche besaß zwei Glocken, die heute noch vorhanden sind. Die kleinere stammt aus dem Jahre 1324, ist elf Zentner schwer und auf den Ton G gestimmt. Die größere aus dem Jahre 1667 hat ein Gewicht von 15 Zentnern, ist auf den Ton F gestimmt und den Kirchenpatronen Petrus und Paulus sowie dem Heiligen Sebastian geweiht. Wegen ihres hohen Alterswertes sind sie in den beiden Weltkriegen von der allgemeinen Beschlagnahmung verschont geblieben.
Ebenfalls aus der ersten Kirche stammt ein Marmor-Taufbecken aus dem 17. Jahrhundert  mit einem kuppelförmigen Messingaufsatz mit der Jahreszahl 1727 sowie ein der Kölner Malerschule zugesprochenes spätgotisches Tafelgemälde aus der Zeit nach der Mitte des 15. Jahrhunderts, das nach einer Notiz aus dem 18. Jahrhundert aus dem Kloster Corvey an der Weser stammen soll.
Da sich angesichts der wachsenden Anzahl von Kirchenbesuchern die alte Kirche mit der Zeit als zu klein erwies, wurde sie 1718 mit Ausnahme des Turms abgerissen. In den folgenden Jahren 1719 bis 1722 entstand eine wesentlich größere, einschiffige Kirche, die 1725 vom damaligen Weihbischof Johann Matthias von Eyß zu Ehren der Apostel Petrus und Paulus geweiht wurde. Erst 1788 wurde der alte Turm, der auch größenmäßig nicht mehr zum neuen Kirchenschiff passte, ebenfalls abgerissen. Mit dem Bau des neuen Turmes wurde das Kirchenschiff um ein Joch verlängert.
Nach ihrer Fertigstellung erhielt die Kirche einen neuen Hochaltar aus Holz, der fast unverändert erhalten ist. Vier korinthische Säulen auf einem halbkreisförmigen Sockel tragen ein kräftiges Gebälk. Zwischen den äußeren Säulen stehen lebensgroße Statuen der Kirchenpatrone Petrus und Paulus, zwischen den inneren Säulen und auf dem Gebälk die Figurengruppe der Dreifaltigkeit und anbetende Engel.
Gleichzeitig wurde die Kirche mit zwei Seitenaltären ausgestattet, dem Marienaltar und dem Josefsaltar. Alle drei Altäre wurden in Koblenz von Meister Anton Feistel, Hofbildhauer Wühe und dem Vergolder Emmeran angefertigt. Von den beiden Seitenaltären sind nur noch die Statuen erhalten. Aus dem beginnenden 18. Jahrhundert stammen auch die ebenfalls lebensgroßen Statuen der Heiligen Sebastian und Rochus sowie die kleineren Figuren der Heiligen Apollonia und Antonius.

## Heutige Gestalt des Kirchenbaus

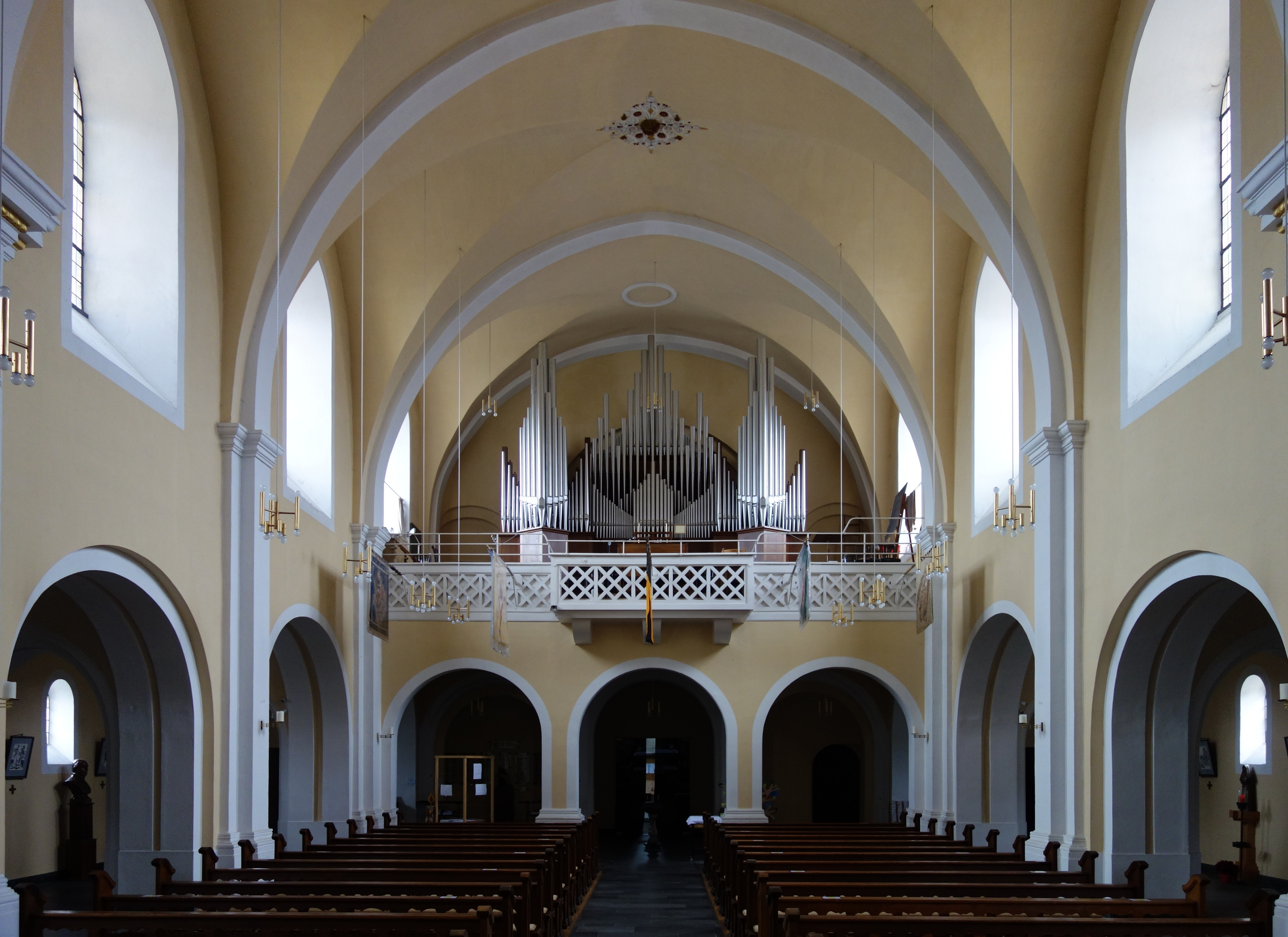
Orgel

Da die Anzahl der Kirchgänger durch die vor 1900 einsetzende Industrialisierung des Ortes rasant zunahm, wurde auch diese Kirche erneut zu klein und musste noch einmal vergrößert werden. Jedoch verzögerten Finanzierungsschwierigkeiten und der Erste Weltkrieg dieses Vorhaben, das erst 1919 verwirklicht werden konnte. Nach Plänen der Architekten Huch und Grefkes aus Koblenz wurde nach der Grundsteinlegung am 28. September 1919 ein Querhaus mit Westchor angebaut. Das Mittelschiff blieb erhalten. Dadurch, dass die Längswände der alten Kirche in Bögen aufgebrochen wurden, konnten Mittelschiff und Seitenschiffe miteinander verbunden werden. Mit diesem Ausbau erhielt die Kirche ihre auch jetzt noch erhaltene Gestalt.
Im Gegensatz zu fast allen christlichen Gotteshäusern ist die Hönninger Pfarrkirche St. Peter und Paul nicht nach Osten, sondern nach Westen ausgerichtet. Grund dafür waren Hochwasserereignisse. Bis zum Vorgängerbau der heutigen Kirche betrat man das Gebäude von der Rheinallee her, weil sich im Ostteil der Altarraum befand. Mit dem Umbau und der Erweiterung wurde der Eingang in den deutlich höher gelegenen Ostteil der Kirche verlegt, damit der Zugang auch bei Überschwemmung der Rheinanlagen möglich ist.
Im Jahr 1938 wurde eine Orgel der Bonner Manufaktur Klais angeschafft. Der heutige Altar und ein Ambo aus rotem Marmor stammen von dem Linzer Bildhauer Günther Oellers.

## Bildergalerie

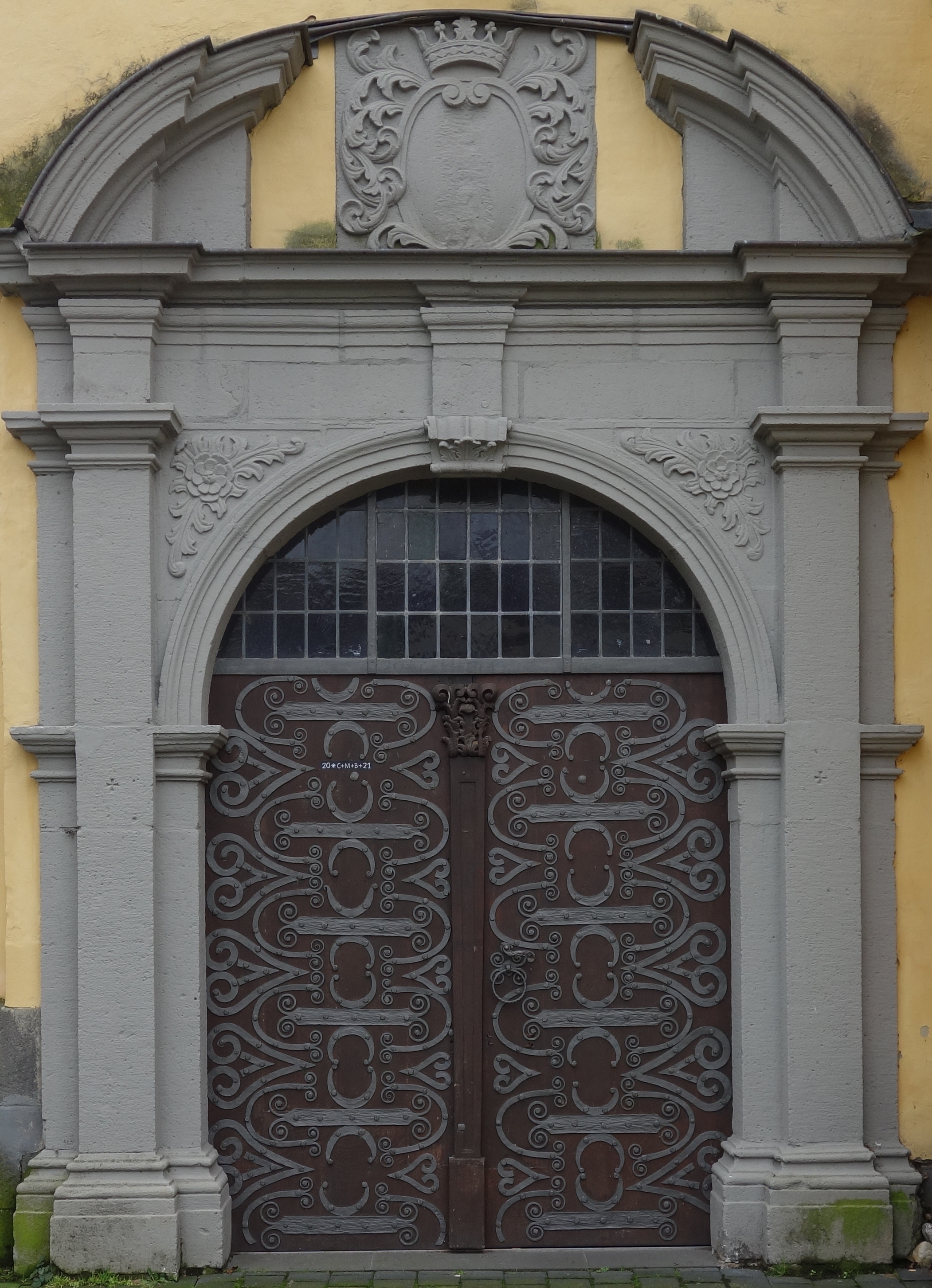
Eingangsportal
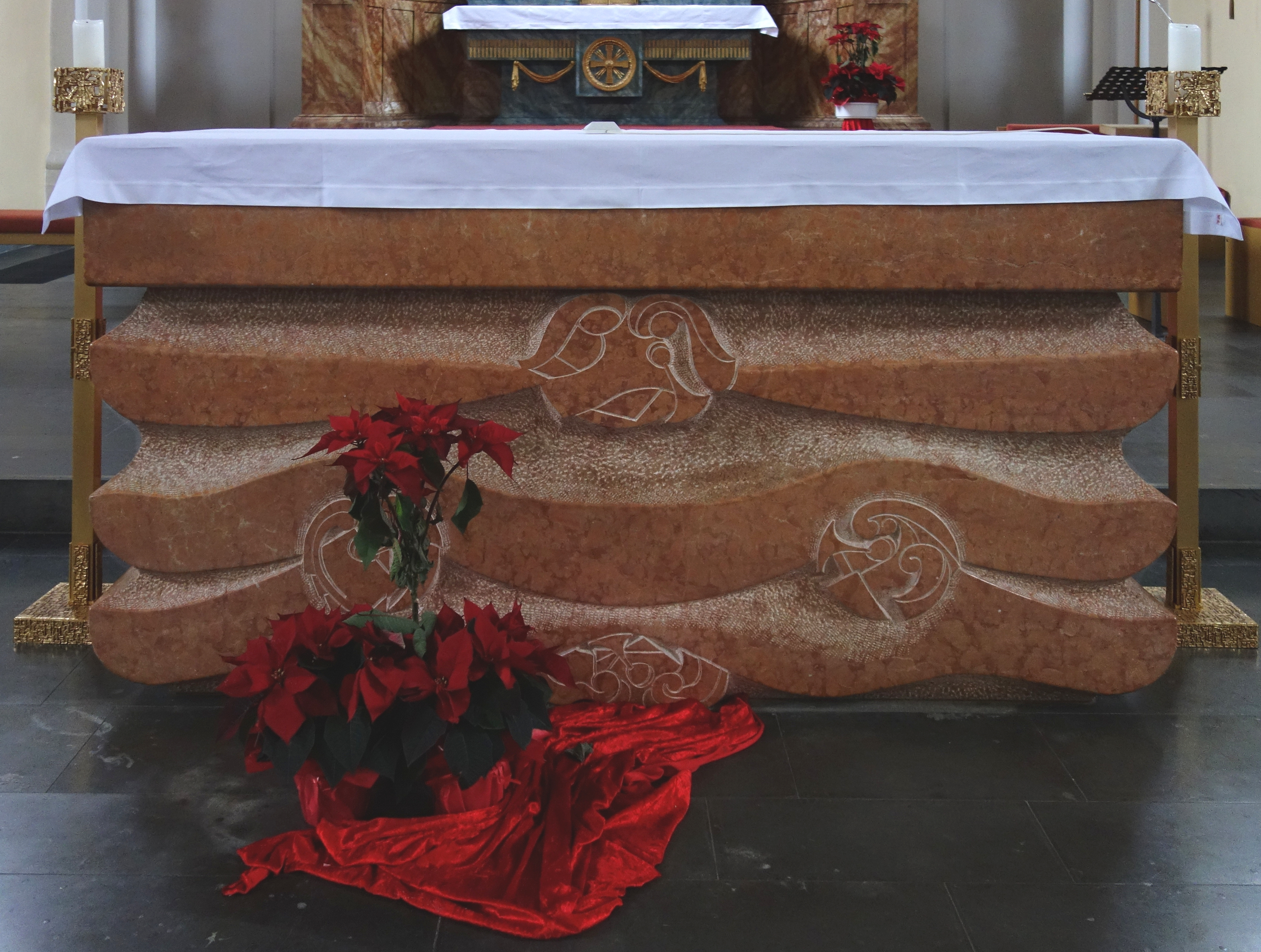
Altar
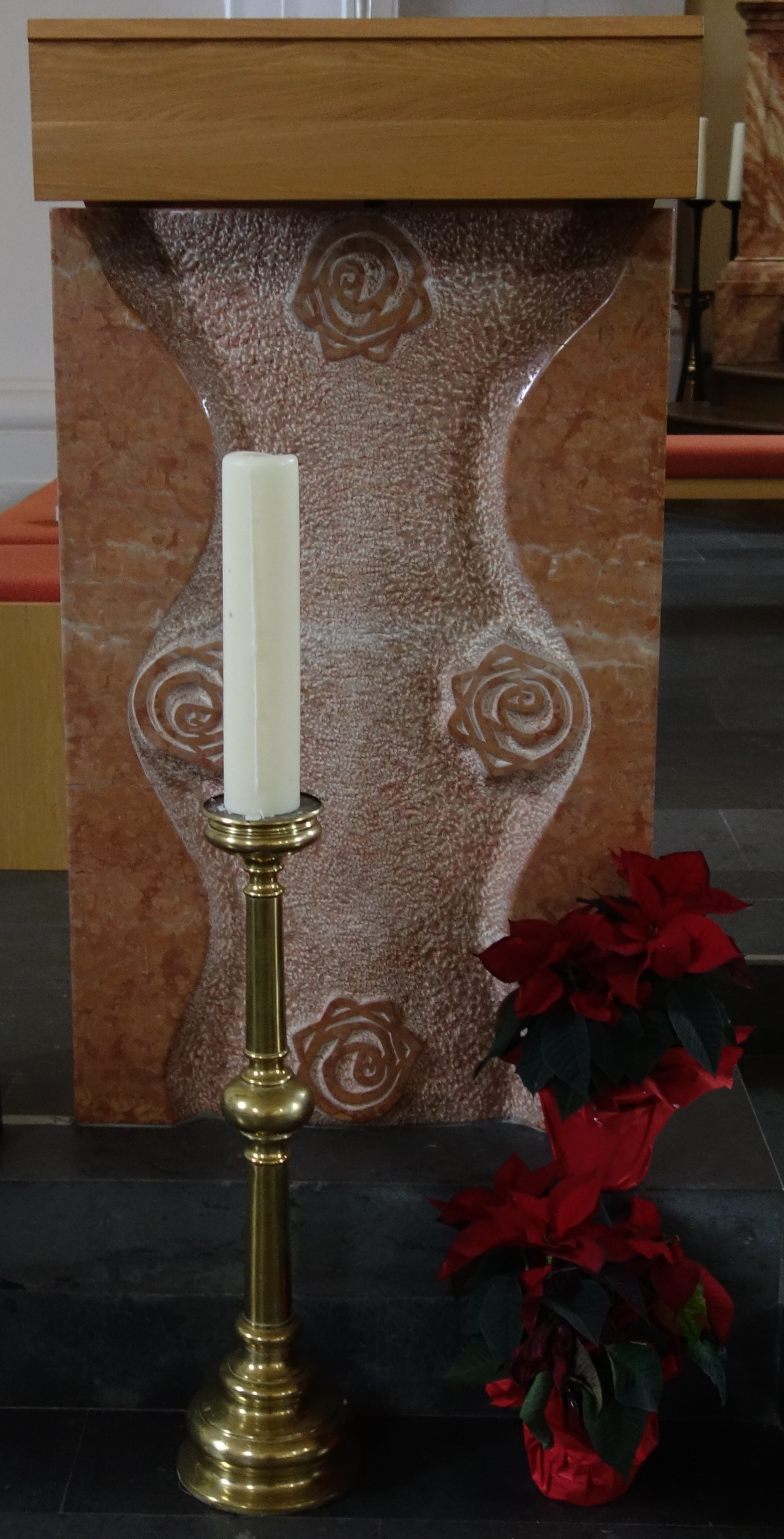
Ambo
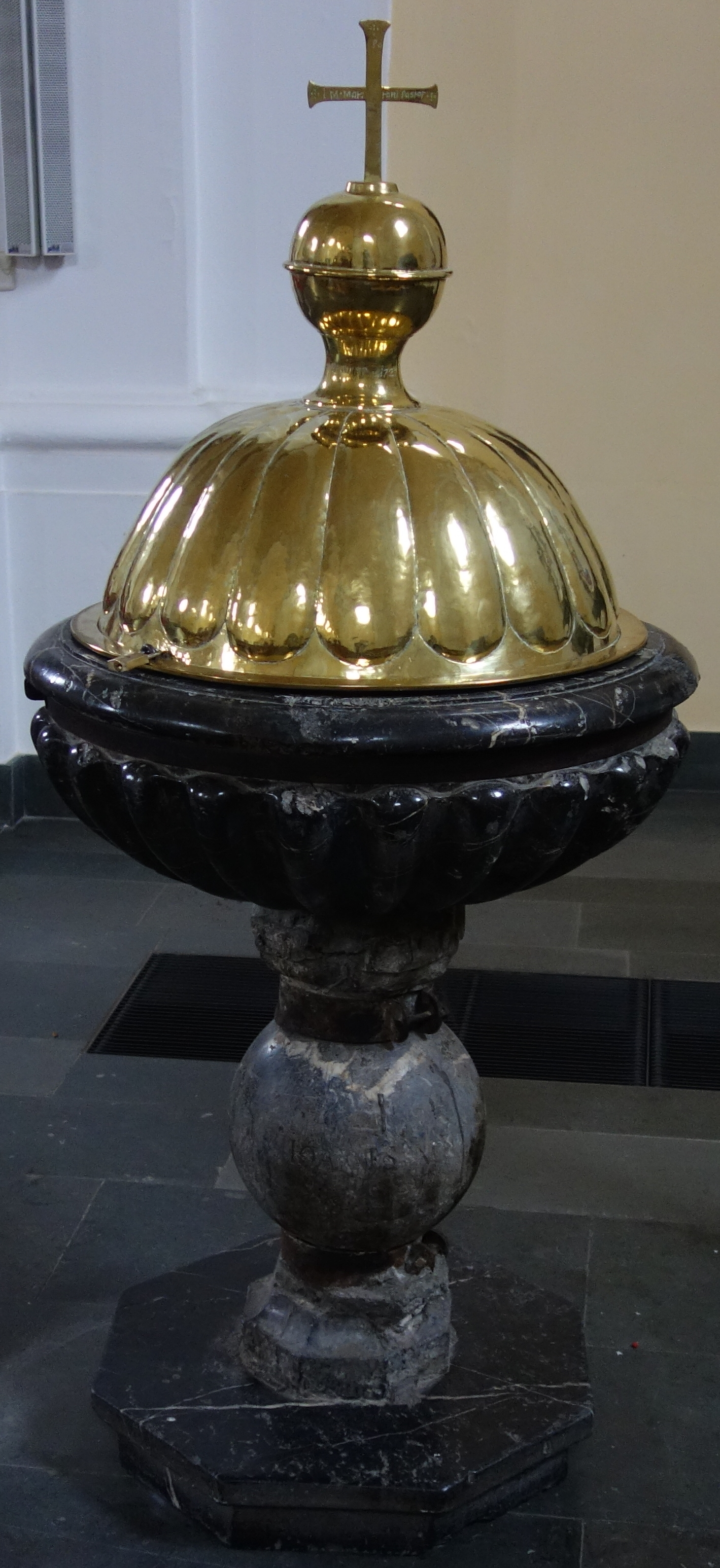
Taufbecken
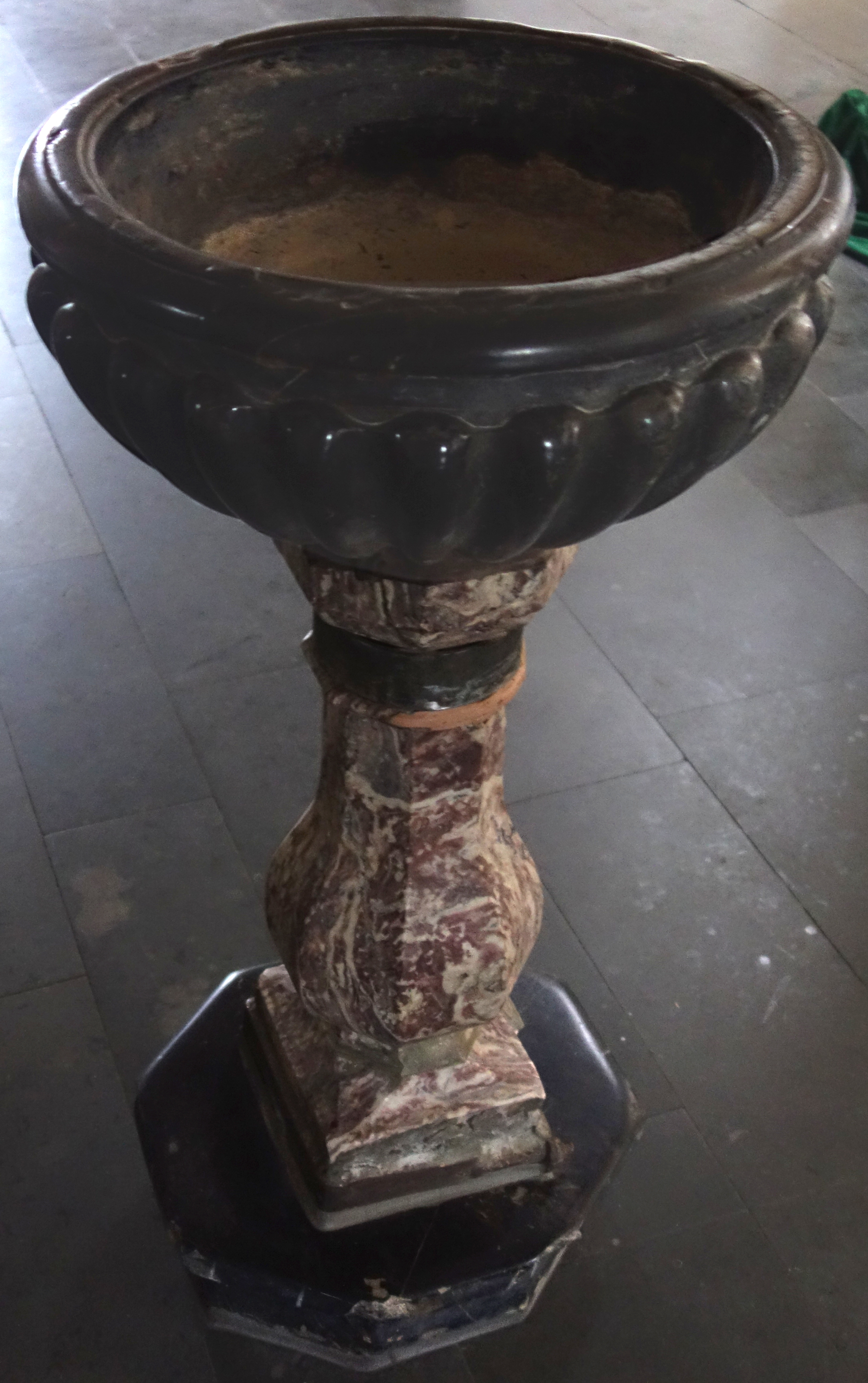
Weihwasserbecken
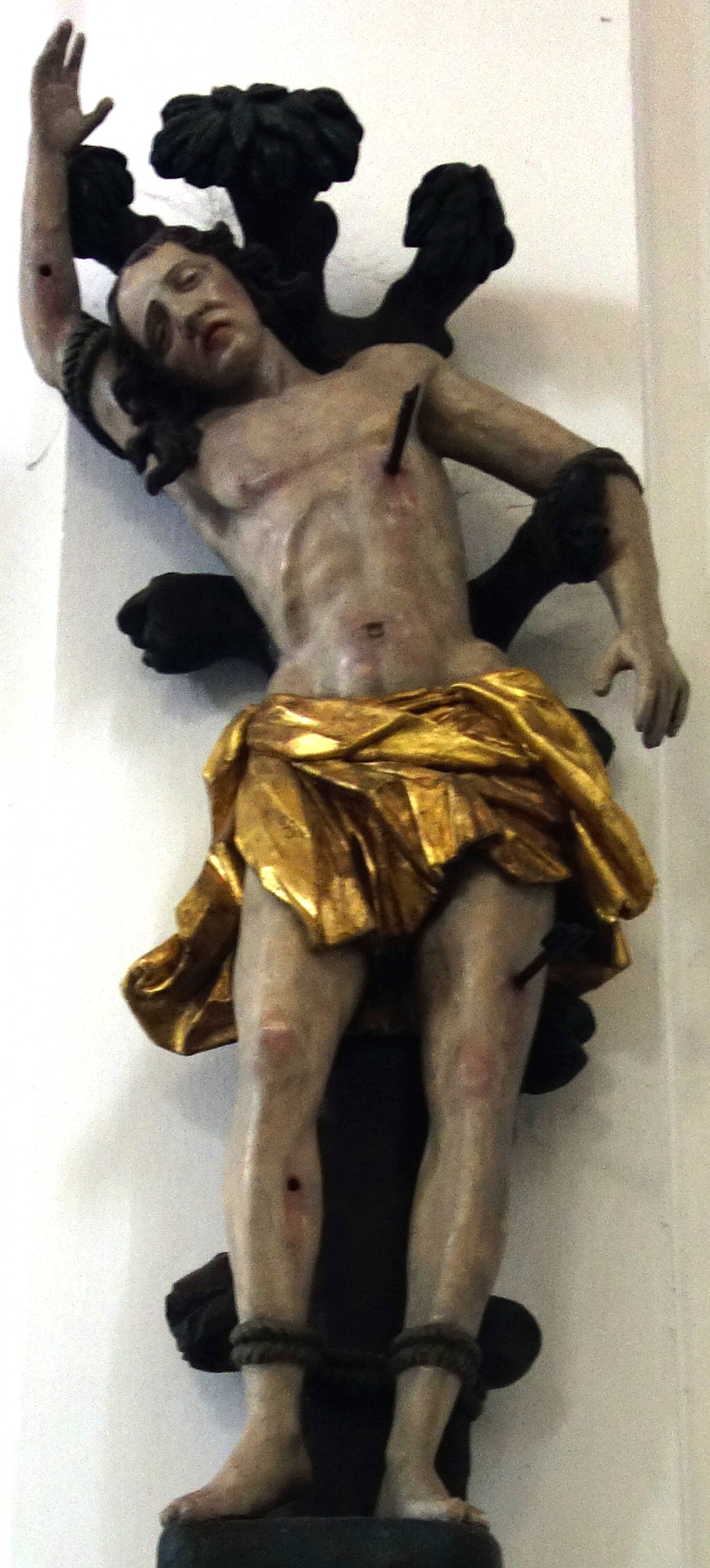
Statue des heiligen Sebastian
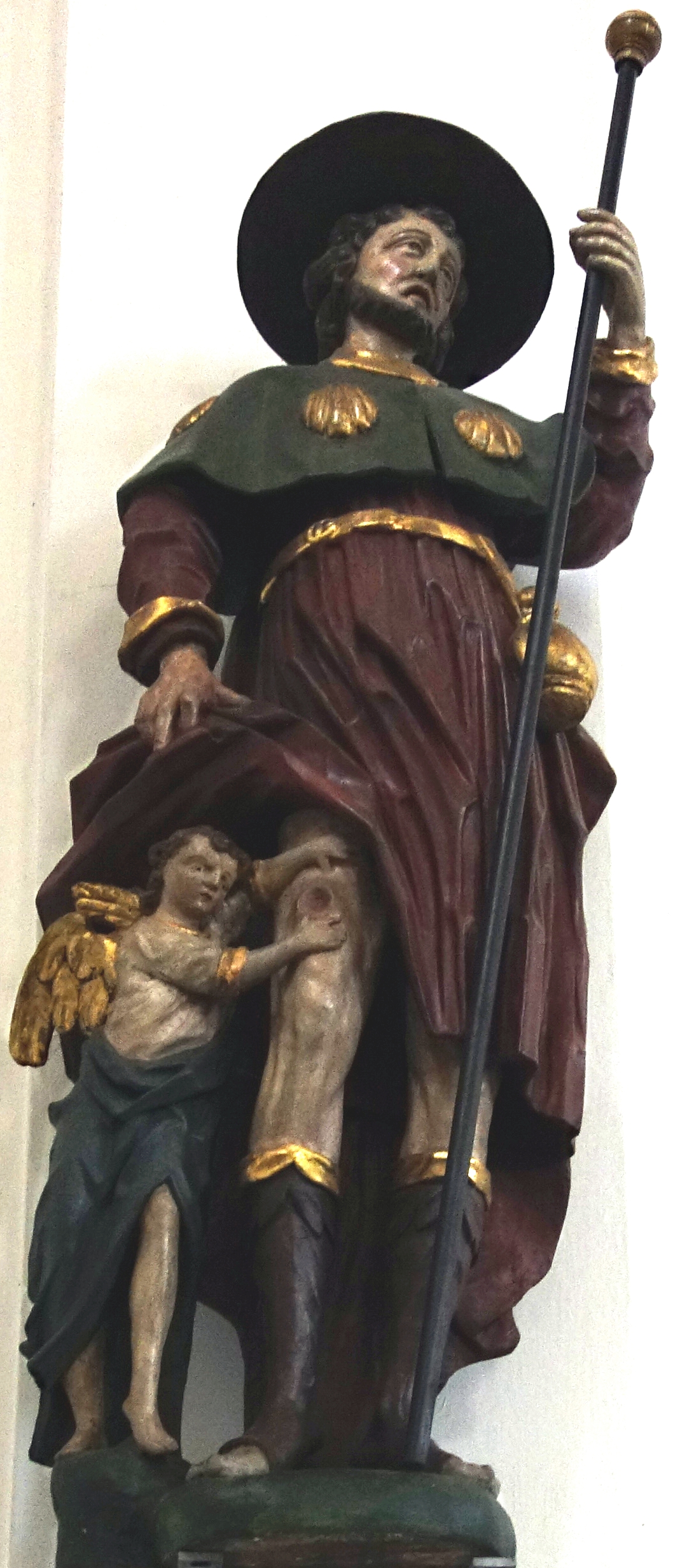
Statue des heiligen Rochus
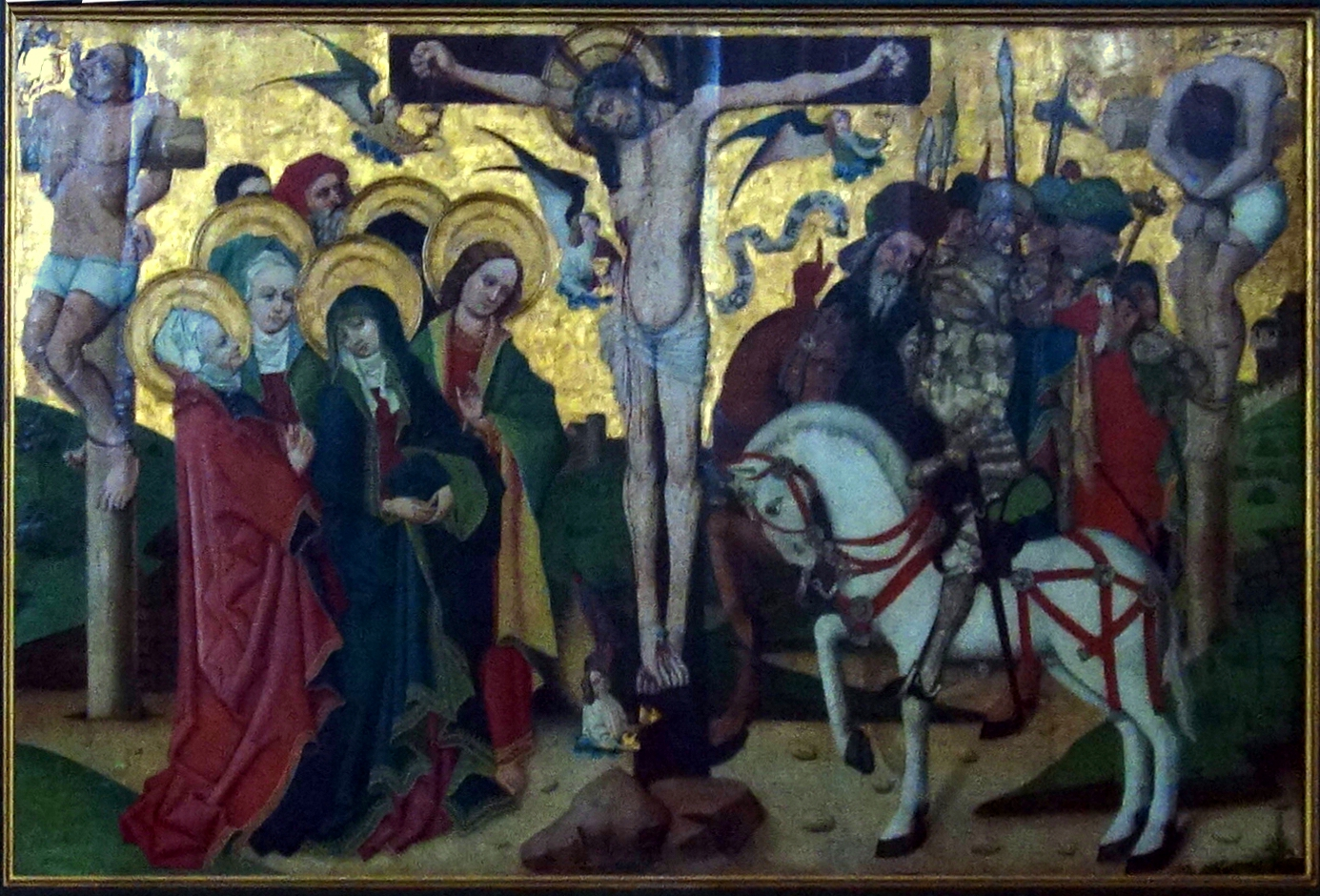
Tafelbild